# 日果威士忌
日果威士忌（日语：ニッカウヰスキー）是日本的一家洋酒企业，也是朝日集團的子公司之一。該公司創業於1934年，由竹鶴政孝在北海道余市郡余市町設立，最初名為「大日本果汁株式会社」，當時的簡稱「日果」（にっか）成為現在的品牌名稱。 2001年，朝日啤酒取得了該公司的全部股權，日果威士忌成為朝日啤酒的完全子公司。